# DNA修復
DNA修復（DNAしゅうふく、英: DNA repair）とは、生物細胞において行われている、様々な原因で発生するDNA分子の損傷を修復するプロセスのことである。DNA分子の損傷は、細胞の持つ遺伝情報の変化あるいは損失をもたらすだけでなく、その構造を劇的に変化させることでそこにコード化されている遺伝情報の読み取りに重大な影響を与えることがあり、DNA修復は細胞が生存しつづけるために必要な、重要なプロセスである。生物細胞にはDNA修復を行う機構が備わっており、これらをDNA修復機構、あるいはDNA修復系と呼ぶ。

## 概要

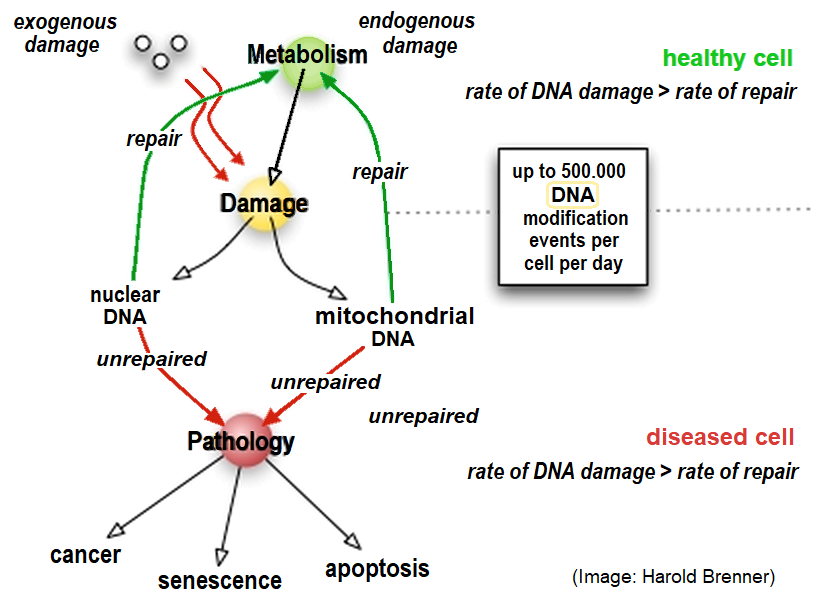
DNA修復率は細胞の病理の決定に重要である。

DNA分子の損傷は1日1細胞あたり最大50万回程度発生することが知られており、その原因は、正常な代謝活動に伴うもの（DNAポリメラーゼによるDNA複製ミス）と環境要因によるもの（紫外線など）がある。それぞれに対応し、DNA修復には定常的に働いているものと、環境要因などによって誘起されるものがある。
DNA修復速度の細胞の加齢に伴う低下や、環境要因のよるDNA分子の損傷増大によりDNA修復がDNA損傷の発生に追いつかなくなると、
- 老化（細胞老化）と呼ばれる、不可逆な休眠状態に陥る
- アポトーシスあるいはプログラム細胞死と呼ばれる、細胞の自殺が起こる
- 癌化

のいずれかの運命をたどることになる。人体においては、ほとんどの細胞が細胞老化の状態に達するが、修復できないDNAの損傷が蓄積した細胞ではアポトーシスが起こる。この場合、アポトーシスは体内の細胞がDNAの損傷により癌化し、体全体が生命の危険にさらされるのを防ぐための「切り札」として機能している。
また、細胞が老化状態に達し、DNA修復機能の効率低下をもたらすような遺伝子発現調節の変化が起こると、結果として病気を引き起こす。細胞のDNA修復能力はその正常な機能の維持と、体全体の健康の維持にとって重要であり、また、寿命に影響を及ぼすと見られる遺伝子の多くがDNA損傷の修復と保護に関連している。
なお、配偶子におけるDNA修復の失敗は継代における変異の原因となっており、これらは生物における進化の速度に対し影響を与えている。

## DNAの損傷
DNAの損傷は、細胞内における正常な代謝の過程でも1細胞につき1日あたり50,000 - 500,000回の頻度で発生し、また、様々な要因によりその発生頻度が大きく押し上げられることもある。なお、損傷とは異なるが、DNAの正しい複製過程やその保持に欠かせない、ヌクレオチド塩基のプリン-ピリミジン間の適正な対合と誤った対合の間での平衡は、高々10,000 - 100,000倍の比率しかなく、そのままではDNA分子の一次配列による遺伝情報のコード化に要求される高度な忠実度には不十分である。
損傷が3,000,000,000個（30億個）の塩基対からなるヒトゲノムの0.0002%以下に収まっている間でも、癌と密接に関連する遺伝子（がん抑制遺伝子などの）へのたった一つの修復されない損傷により、破滅的な結果をもたらすこともある。

### 核とミトコンドリアにおけるDNA損傷の違い
ヒトおよび真核生物においては一般に、DNAは細胞内において核とミトコンドリアの二つの領域に存在する。
核内に存在するDNA（核DNA：nDNA）は、ヒストンと呼ばれるビーズ状の蛋白質に巻き付き、染色体として知られる大規模な団粒構造を形成し、保護された状態で存在している。nDNAにコード化されている遺伝情報を読み出す必要がある場合は、必要となった区間だけが解きほぐされ、読まれ、再び巻きなおされて保護された状態となる。
ミトコンドリア内に存在するDNA（ミトコンドリアDNA：mtDNA）は、ヒストンとの複合体を形成することなく単一あるいは複数のコピーからなる環状DNAとして存在している。ヒストン蛋白質によって与えられる構造的な保護を欠いているため、結果として、mtDNAはnDNAに比べてはるかに損傷を受けやすくなっている。加えて、ミトコンドリアは内部で定常的に生産されているATPのために非常に強い酸化的環境となっており、これも、mtDNAをさらに損傷を受けやすいものにしている。ヒトのmtDNAは13種のタンパク質に関する遺伝情報をもっているが、これらの遺伝情報が破壊され、機能不全を起こしたミトコンドリアはアポトーシスを活性化することがある。

### 損傷の原因
DNA損傷の原因は、以下のように分類することが出来る。
- 正常な代謝に伴って副生する活性酸素による攻撃といった細胞内に起因するもの。
- 環境由来のもの。
  - 紫外線照射。
  - X線、あるいはγ線といった、波長の短い電磁波の照射。
  - ある種の植物毒素
  - タバコの煙からの炭化水素など、人造の変異原性物質
  - 癌の化学療法あるいは放射線療法

損傷を受けたDNAの複製により、損傷を受けた側のDNAはこの不正となった塩基の対を"正式に"DNAの中に導入する。この正式に組み込まれた"不正"な塩基対は次の世代の細胞で固定され、変化したDNA配列として永久に保存される。この配列の変化が突然変異の原因である。

### 損傷の形式
DNAの損傷はDNAの二重ラセンといった二次構造よりもむしろ一次構造に影響を与えるものが多い。これらは以下のように分類される。
- 塩基の変化
  - 塩基の酸化（例えば、8-オキソ-7,8-ジヒドログアニンの生成）や
  - 塩基のメチル化（例えば、7-メチルグアニンの生成）
  - 塩基の加水分解（例えば、プリン塩基やピリミジン塩基の脱離）
  - 塩基の不正対合。DNAの複製において、新しく生成されるDNA鎖上に不正な塩基が編みこまれるために生じる。
  - 重複
  - 脱アミノ化（例えば、シトシンからウラシルへ、あるいは、アデニンからヒポキサンチンへの変化）
  - ヌクレオチドの挿入、あるいは欠失
  - 類似塩基の取り込み
  - 紫外線によるチミン二量体の形成
- 鎖の切断
  - 電離製放射線による切断
  - 核酸の骨格部分に取り込まれた放射性物質の崩壊
  - 酸化的フリーラジカルの生成
- 架橋
  - 同一鎖上の塩基対同士の架橋
  - 対向する塩基対同士での架橋
  - 蛋白質との架橋（例えばヒストンなど）

## DNAの修復機構
細胞においては、遺伝子としてコード化されている情報の保全性や可用性を妨げるようなDNAの損傷は無視することが出来ない。このため、DNAに加えられる様々な形式の損傷に対応し、失われた情報を置き換えるために修復の機構は増加し、発展していった。
損傷によって変化し、失われた情報を修復するためには、正しい情報を、損傷を受けていない版であるDNAの相補鎖か、姉妹染色体から作り出さなければならず、これらの情報を利用しなければ修復することが出来ない。
損傷を受けたDNAは、細胞内で素早く検出することが出来るような形状に変化する。特定のDNA修復に関連する分子は損傷を受けた部位あるいはその近くに結合し、他の分子の結合や複合体の形成を誘導し、修復を可能にする。関係する分子の種類と修復の機構は以下の条件により決まる。
- DNA分子の損傷の様式
- 細胞の老化の状態
- 細胞周期のどの状態にあるか

### 一本鎖の損傷
DNA二重ラセンの一方の鎖への損傷においては、様々なDNA修復の機構が存在する。以下のような様式が含まれる。
- 損傷の直接消去。特定の損傷様式に対して特化し、損傷を直接復元する修復機構。例えば、メチルグアニンメチル基転移酵素 (methyl guanine methyl transferase: MGMT) によるグアニンからのメチル基の除去、あるいは細菌や植物に加え、有胎盤哺乳類以外の動物などに見られる光回復酵素 (photolyase) による、紫外線照射などにより生じたピリミジン二量体の単量体への開裂と復元が含まれる。この光回復酵素（フォトリアーゼ）は、可視光の紫色や青色を利用してピリミジン二量体の相補DNAの修復を行っている。
- 除去修復機構。損傷を受けたヌクレオチドを除去し、損傷を受けていない鎖の情報を元に修復する機構。
  - 塩基除去修復 (base excision repair: BER)。アルキル化（メチル化など）あるいは脱アミノ化による損傷を修復する機構で、単一の塩基対に対する障害を修復する。
  - ヌクレオチド除去修復 (nucleotide excision repair: NER)。紫外線によるものを含め、数十塩基対に及ぶ比較的大規模な、二重鎖を歪ませるような損傷に対し行われる修復。
  - ミスマッチ修復（mismatch repair: MMR、不正対合修復とも）。DNA複製の際に生じた誤りの修正で、単一 - 5塩基対程度の対合しない部位の修復を行う。
  - 校正修復 (proof-reading repair)。DNAの複製に平行して行われる単塩基対のミスマッチ修復。大腸菌の場合DNAポリメラーゼにより行われるが、哺乳類のそれには同様の機構は無く、他の酵素によると考えられている。この修復機構により、複製時に発生する不正対合は100,000,000 - 10,000,000,000に1回の頻度に抑えられている。
- 一本鎖切断修復（あるいは単鎖切断修復）。酸化により生じた、DNAの一方の鎖のみの切断した部分を再結合させる修復。
- 組換え修復

なお、レトロウイルスの持つ逆転写酵素には校正修復の機能が無く、これがレトロウイルスの極めて早い変異の原因となっている。レトロウイルスにおいて見られる、表面を構成する蛋白質の構造も変異や、ヒト免疫不全ウイルスにおける抗レトロウイルス剤耐性獲得との関係も指摘される。

### 二本鎖の損傷
分裂する細胞にとって、特に重大なDNA損傷の様式が、DNA二重ラセンの両方の鎖が切断されてしまう障害で、この障害を修復する機構には二種類ある。一つは一般に良く知られている相同組換えで、もう一つは非相同末端再結合である。
- 相同組換え（homologous recombination: HR）の場合、切断部の修復の際に用いる鋳型としてまったく同一か、よく似た配列をもつゲノムを利用する。この機構は細胞周期において、DNAの複製中か、または複製終了後の間において主に用いられると考えられている。 これは損傷を受けた染色体の修復が、新しく作成された相同な配列を持つ姉妹染色分体を利用することで可能になるからである。 ヒトゲノムでは繰り返し配列が多く、利用可能な同一な配列を多く含んでいる。これらの他の配列との間で交差して起こる組換えにおいては問題を起こすことが多く、結果として染色体の転座 (chromosomal translocation) や他の染色体再編成を引き起こすことがある。

この修復プロセスの原因である酵素的な機構は、減数分裂中の生殖細胞における染色体交差の原因である機構とほとんど同じである。
- 非相同末端再結合 (Non-Homologous End-Joining: NHEJ) は、本質的には損傷により生じた二つの末端をつなぐ機構であるが、このプロセスではDNA配列がしばしば失われるため、修復が変異の原因となることがある。 NHEJは細胞周期のすべての段階で実行可能であるが、DNA複製前の、姉妹染色分体を利用した相同組換えが不可能な段階では主として起こる。ヒトあるいは他の多細胞生物などの、遺伝子ではないDNA、いわゆる "ジャンクDNA"がかなりの部分を占めるようになったゲノムを持つ細胞においては、この変異を引き起こす修復も、姉妹染色体以外の配列との相同組換えに比べ、問題が少ない傾向にある。

また、NHEJにおいて利用される酵素的な機構は、B細胞において、免疫系の抗体産生における抗体の可変部領域遺伝子 (VDJ) の組替えで、RAG蛋白質 (RAG proteins) によって作られた切断点の再結合に利用されている。

### SOS修復
紫外線照射などにより高度にDNAが損傷を受けると、これに対応するため、一斉に各種蛋白質の合成を始めることが知られている。この反応をSOS応答 (SOS response) と呼ぶ。大腸菌においては、DNA修復に関わる多くの酵素は、それをコードする遺伝子の上流にSOSボックスなる配列をもち、平時は恒常的に発現しているLexAというリプレッサーがここに結合し、転写が阻害されている。RecAがDNA損傷に応じて生じる一本鎖DNAに結合することで活性化すると、LexAの自己プロテアーゼ活性を亢進し、細胞内のLexAの濃度が減少し、DNA修復酵素が発現する。このようにして合成されたDNA修復酵素により行われるDNA修復をSOS修復と呼ぶ。なお、SOS応答は多くの細胞に認められる反応で、特に大腸菌のものが良く研究されている。
SOS応答により誘導されるDNAポリメラーゼは、大腸菌ではポリメラーゼⅣ、ポリメラーゼⅤが知られており、これらは普段複製を行っている複製ポリメラーゼと違い3'-5'エキソヌクレアーゼ活性(校正機能)を持たず、また、SOS修復のために誘導されるDNA修復は通常の塩基とは立体構造の異なる損傷塩基に対して塩基を挿入する必要性から、複製ポリメラーゼと比べ、塩基対を形成する活性部位が"ゆるい"構造となっており、ワトソン・クリック塩基対に従わない塩基対(例えばフーグスティーン塩基対)を形成するなどということも多い。このため、SOS応答により誘導されるDNAの修復は、必然的に誤りの多いものとなる。
結果として、SOS応答により、環境の変化に伴い多量に発生したDNA損傷を迅速に修復することが出来る。また、同時にゲノムの変異をもたらすが、これは長期的には、環境に適応した新しい変異株の発生をもたらすことで有利に働くと考えられる。

### 複製後修復(PRR)

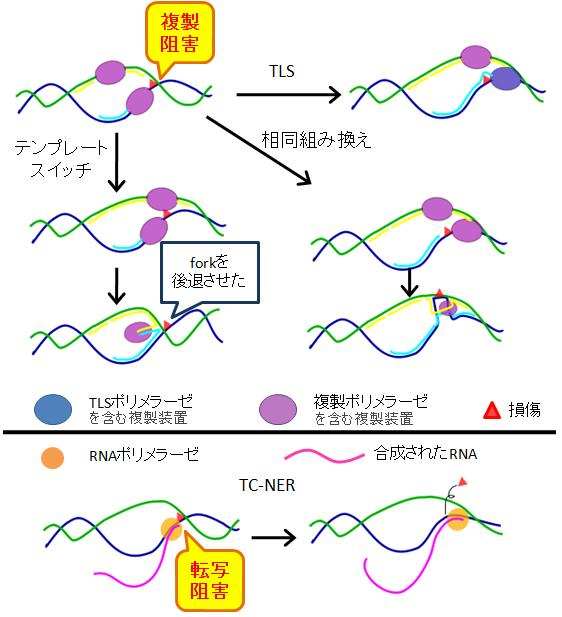
複製後修復と転写に共役した修復

紫外線照射により生じる塩基二量体はNERによって修復させる。しかし、NERのみでは紫外線による損傷のひとつであるCPD(シクロブタン型ピリミジン二量体:cyclobutane pyrimidine dimer)を完全に取り除くことは難しく、損傷発生から24時間経っても、転写を受ける領域、受けない領域に関わらずゲノムに多くの損傷が残っていることが示されている。そのため、複製や転写の途中でポリメラーゼが損傷に遭遇し、反応が完了できない事態に陥る。これは、染色体異常や細胞死、転写産物量の激減によるあらゆる代謝の異常を引き起こすため、生物にとって非常に有害である。特に紫外線損傷は生物が日光の下にいる以上は常に発生するため、損傷残存によるこのような危機を回避するためには、複製や転写を行う際に紫外線損傷がDNA上に残っていても、どうにか複製・転写を無事に完了させることが求められる。
生物はこうした危機から自らを防御するため、転写に共役した修復(TCR)とPRR(Post-replication Repair:複製後修復)と呼ばれる機構をもっている。前者は、RNAポリメラーゼが損傷に遭遇したときに、NERが活性化されて転写反応進行中の鋳型鎖から速やかに損傷を除去する機構である。後者のPRRは、修復のための機構ではなく、DNAポリメラーゼが損傷に遭遇し複製フォークが停止したときに、通常の複製反応とは異なるいくつかの経路によって損傷の存在する塩基の複製を行い、複製をひとまず完了させる機構であり、ゲノムに残存した損傷は後から別の機構により修復される。
PRRは、酵母を用いた研究で、相同組み換え(HR:Homologues Recombination)により複製を行う経路(Rad51-dependent pathway)とRad6に依存する経路が存在することがわかっており、更に後者は、テンプレートスイッチと呼ばれる無傷の姉妹鎖を使って複製を行う経路と損傷の残っているDNA鎖を鋳型に強行的に複製反応を進める経路(TLS: Translesion Synthesis, 損傷乗り越え複製)があることが明らかになっている。TLS以外の経路では、損傷の無いDNA鎖を鋳型として複製を行うため、本質的に無謬であるが、TLSは損傷DNAを鋳型にして複製を進める性質上、誤謬が生じやすく、それゆえに普段の複製時には機能しないように厳密に制御されている。
Rad6依存的な経路では、無謬性(error-free)の複製が行われるかTLSによる誤りがち(error-prone)な複製が行われるかは、PCNAの翻訳後修飾(Post-replicational modification)によって制御されている。Rad6-Rad18依存的に164番目のリジン残基がモノユビキチン化されるとTLSが行われ、その後Rad5依存的にポリユビキチン化が行われるとテンプレートスイッチによる無謬性複製が行われる。

#### 損傷乗り越え複製(TLS)
TLSは、損傷塩基を鋳型に強行的に複製を行う機構である。これを担っているタンパク質群には、ユビキチン化に関わる酵素やDNAの滑る留め金(Sliding Clamp)として働くPCNA(Proliferating Cell Nuclear Antigen:増殖細胞核抗原)の他、ポリメラーゼ活性を持つ酵素群(TLSポリメラーゼ)がある。TLSを担うポリメラーゼは、それの発見以前に知られていた大腸菌のポリメラーゼⅠ・Ⅱ・Ⅲやポリメラーゼα, δ, εなどとは塩基配列、構造ともに配列類似性が低く、一方でTLSポリメラーゼ間ではコンセンサス配列も見出せ、構造的にも相同性があった。そこで、これらのポリメラーゼはそれまでに発見されていたポリメラーゼとは別に、新しくYファミリーポリメラーゼとして分類された。
TLSポリメラーゼとして主なものは、
Rev1
Yファミリーポリメラーゼ。脱塩基部位に対してシトシンを1つ挿入できるが、伸長はできない。
ポリメラーゼη
Yファミリーに属し、紫外線によって生じる主な損傷であるシクロブタン型ピリミジン二量体を唯一正確にかつ効率良く乗り越えられ、その他の損傷塩基も大概は正確に乗り越えられることから正確なTLSを行うために必須なポリメラーゼだと考えられている。また、体細胞超変異(Somatic Hyper Mutation)に、つまり免疫系に関わっていることがわかっている。
ポリメラーゼι
Yファミリーに属する。Polηのパラログ。in vitroでの解析により、(6-4)光産物のような嵩高い損傷を低効率ながら乗り越えられることが示唆されている。また、塩基除去修復(BER)に関わっていることが示唆されている。
ポリメラーゼκ
Yファミリー。CPDは乗り越えられないものの、4-OHEN-dCのような嵩高い損傷を誤りながらも乗り越え、ベンゾ[a]ピレンの付加した塩基も乗り越えられる。
ポリメラーゼζ
Bファミリー。Rev3, Rev7のヘテロ二量体であり、比較的プロセッシブ(Processivityとは、DNAから外れずに複製を続ける性能のことである)である。誤って塩基対を形成した末端からヌクレオチド鎖の伸長を行ってしまうことから、変異の固定に関わっている可能性がある。

##### ポリメラーゼηと色素性乾皮症バリアント群(XPV)
TLSポリメラーゼの中でも、特にポリメラーゼηは詳細な解析が進んでいる。Polηの遺伝子産物は、ヒトにおいては、劣性の遺伝病である色素性乾皮症のバリアント群(XPV；後述)の責任遺伝子産物として同定・単離されている。XP-V患者は、日光過敏症の症状を呈し、日光露光部にメラノーマや基底細胞上皮癌などの皮膚癌を生じる。また、患者由来の細胞は、DNA複製が不完全となり短いDNAが多く検出される。多くの場合ポリメラーゼηのC末端側を大きく欠損しており、C末端に存在する核移行シグナル(NLS)を発現しておらず、この場合はこの酵素が核内に移行できないことがXPVの原因であると考えられる。また、全長のPolηの転写産物(mRNA)を持ち、NLSやC末端側に存在する複製装置への局在に必要な120aaを欠損していないPolηを発現していることが期待されるXPV患者もいるが、全長の遺伝子産物を発現していても、ポリメラーゼ活性を担うN末端側の領域にdeletionやpoint mutationが入っており、正常に損傷乗り越えポリメラーゼとしての活性を発揮できていないことが発症の原因だと考えられる。
マウスPolηのC末端側を大きく欠失させたマウスも作成されており、個体を使った実験では、紫外線照射によって皮膚癌を高頻度に生じるなどXP-Vのモデルとして有用である。また、POLHノックアウトマウスの培養細胞を使った研究では、紫外線照射後のDNA上に変異が蓄積することもわかっている。

## 疾病と老化におけるDNA修復

### DNA修復の不順と病理

#### DNA修復の頻度と細胞病理
細胞の老化とともに、DNAの損傷の発生頻度がDNA修復の速度を追い抜くようになり、修復が追いつかずに損傷が蓄積する。結果として蛋白質合成が減少する。細胞内の蛋白質が多くの生命維持のために消耗すると、細胞自体が次第に損傷を受け、ついには死滅する。体の各器官において、多くの細胞がそのような状態に達すると、器官自体の能力を弱め、そして、次第に病気の症状となって現れるようになる。
動物実験による研究において、DNA修復に関連する遺伝子の発現を抑制させたところ、老化が加速され、老化の初期に見られる症状が認められ、また、癌化の促進に対し鋭敏になった。また、培養細胞を用いた研究においては、寿命の延長と発癌性物質に対する抵抗性について、DNA修復遺伝子が関与していると考えられている。

#### DNA修復速度の変化
DNA損傷の頻度が増加し、その修復能力を超過するようになると、遺伝情報の誤りが蓄積して細胞はそれに耐えられなくなり、結果として、老化、アポトーシスあるいは癌化する。DNA修復機構の欠損による遺伝病は、早期老化（例えば、ウェルナー症候群など）や発癌性物質に対する感受性の増加（例えば、色素性乾皮症など）を引き起こす。動物における研究でも、DNA修復遺伝子機能発現を阻止したところ、同様の症状を示すことが知られている。
他方、DNA修復機構が強化された生物、たとえば、放射線照射耐性細菌デイノコッカス・ラディオデュランス （Deinococcus radiodurans: 「最も放射線に強い細菌」としてギネスブックに記載されている）などは顕著な放射線耐性を有するが、これは、DNA修復酵素の修復速度が格段に速く、放射線により誘起された損傷に追いついていけることと、遺伝子のコピーを4 - 10個ほど持っている（例えば、デイノコッカス・ラディオデュランスはゲノムを環状DNAとして、多量体となった染色体の形で保持している）ことなどによる。
ヒトに関する研究において、百歳以上の日本人では、ミトコンドリアの遺伝子型はDNA損傷を受けにくい型のものが一般的であることが分かっている。また、喫煙家での研究では、強力なDNA修復遺伝子hOGG1の表現型が劣性となるような変異を持つ人の場合、肺やその他の喫煙に関係する癌に対し脆弱になっている事が知られている。 この変異に関連している一塩基変異多型 (SNP) は臨床的に検出することができる。

#### DNA修復の異常に関わる遺伝的疾患
DNA修復機構に関与する遺伝子の欠陥は、いくつかの重篤な遺伝病の原因となる。例えば、
ヌクレオチド除去修復(NER)の機能不全が原因の遺伝的疾患として、次のようなものがある。
色素性乾皮症(XP)
GGR(global genome repair:ゲノム全体の修復)におけるNERの機能不全による。紫外線への感受性を高め、日光過敏症、皮膚やその他臓器における高発がんやシミそばかすの増加をもたらす。XPAからXPGまでの7つの相補群からなり、それぞれが異なる酵素を欠損していることが原因である。また、DSC(DeSanctis-Cacchoine syndrome)と合併し、知能低下や運動失調を来している患者も多く見られる。A - G群の他、バリアント群XPVも存在するが、これはNERではなくTLSの不全が原因である。
コケイン症候群 (Cockayne syndrome, CS)
TC-NER(転写に共役したヌクレオチド除去修復)の機能不全が原因であり、CSA、CSBの2つの相補群からなる。紫外線および化学薬品への過敏化、知能や身体の発育不全、早老症などを呈する。XP-B, D, Gと合併する場合もある。
硫黄欠乏性毛髪発育異常症(TTD, trichothiodystrophy)
コケイン症候群(CS)と近い臨床症状を示すが、CSでは認められない皮膚角化の亢進、髪や爪の脆化が認められる。XPB, XPD, TTDAに変異が入り、GG-NERおよびTC-NERの活性が低下していることが原因である。
頭蓋顔骨格症候群(COFSS, cerebro-oculo-facio-skeletal syndrome)
コケイン症候群(CS)の重症型であり、知能・身体にCSよりも重度の発育不全を示し、神経細胞の急激な細胞死により、生後1 - 2年で死亡する。
遺伝性非ポリポーシス大腸癌 (hereditary non-polyposis colorectal cancer, HNPCC)
DNAミスマッチ修復遺伝子の異常により、DNA複製エラーが蓄積し、種々の悪性腫瘍を発症する。
また、NER以外のDNA修復機構の異常に起因する遺伝的疾患としては、
ウェルナー症候群 (Werner's syndrome)
早期老化、成長遅延および発癌率の上昇を特徴とする遺伝的疾患であり、10代に入るまでは正常に発育するが、それ以降の成長が遅延し、その後白髪化や脱毛をはじめとする皮膚症状や、白内障、骨粗鬆症などさまざまな臨床症状を呈し、40代に入ってから発がんや心筋梗塞などを来す。
ブルーム症候群 (Bloom's syndrome)
日光過敏症、悪性腫瘍の発生率上昇。
毛細血管拡張性運動失調症(Ataxia-Telangiectasia, A-T, also known as Louis-Bar症候群)
小脳失調、毛細血管拡張、免疫不全を主な特徴とし、患者由来の細胞は電離放射線やある種の化学物質など種々のDNA障害因子に高い感受性を示す。また、発癌率、特に白血病、脳腫瘍および胃癌の発生率が増加する。チェックポイント機構上流のATMが当疾患の責任分子である。
他のDNA修復機能の減退に伴う病気として、ファンコーニ貧血 (Fanconi's anemia)、遺伝的な乳癌および直腸癌などが知られている。DNAクロスリンク修復に関わるFA経路上の酵素(FANCD2など)の異常がファンコニ貧血の原因であり、BRCAの異常が高頻度に乳癌をもたらすことがわかっている。

#### 慢性的なDNA修復の不調
慢性病の多くにおいてDNA損傷の増加との関連が指摘されている。
例えば、喫煙においては、酸化によるDNA損傷や、ある種の化合物を心臓や肺の細胞に供給してDNA分子への付加を起こすなどにより、その情報を撹乱する原因となる。DNA損傷は、現在、アテローム性動脈硬化症 (Atherosclerosis) からアルツハイマー病 (Alzheimer's disease) までの病気において、その原因となることが示されており、患者の脳細胞におけるDNA修復能の許容量の小さいことが知られている。また、多くの病気において、ミトコンドリアDNA損傷の関連が指摘されている。

#### 長寿とDNA修復
ほとんどの寿命に関する遺伝子がDNA損傷の頻度に影響を与えている。ある遺伝子が生物の集団における寿命の変化に影響を及ぼすことも知られており、イースト、虫、ハエあるいはネズミなどのモデル生物における研究では、変更により寿命を倍化できる単一の遺伝子が特定されている。例として、線虫 (Caenorhabditis elegans) のage-1遺伝子における変異などが知られている。これらの遺伝子は、DNA修復以外の細胞の機能に関連していることが知られていたが、その影響を及ぼす経路の先で、以下の3つの機能の1つを仲介することが確認された。
- DNA修復速度の上昇。
- 抗酸化能の生産速度を増加。
- 酸化能生産の速度を減少。

そのため、一般的な様式として、ほとんどの寿命に影響を与える遺伝子は、その影響の下流においてDNA損傷頻度の変更に影響を与えている。

#### カロリー制限とDNA修復の増加

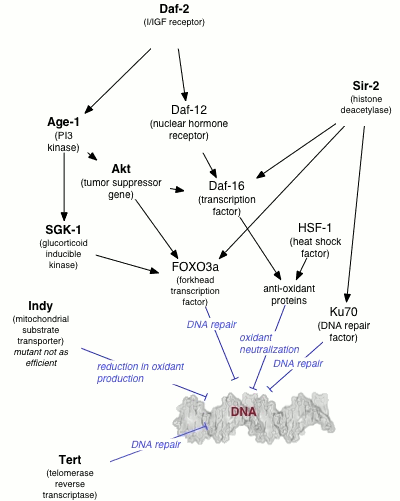
ほとんどの寿命に関連する遺伝子がDNA損傷の頻度に影響する

カロリー制限 (Caloric restriction: CR) は、研究されている全ての生物、酵母などの単細胞生物からワーム、ハエ、ネズミあるいは霊長類などの多細胞生物において、寿命の延長と老化に関連する病気の減少をもたらすことが示されている。
カロリー制限時に働く機構は、栄養、特に炭水化物の不足があるとき、細胞の代謝活性を変更する信号を受け取る、栄養に関係する多くの遺伝子と関連している。細胞は、利用可能な炭水化物の減少を感知した場合、寿命に関連する遺伝子のDAF-2、AGE-1、およびSIR-2（図、「ほとんどの寿命に関連する遺伝子がDNA損傷の頻度に影響する」を参照）を発現させる。なぜ栄養の不足が、細胞中でのDNA修復の増加した状態を引き起こして寿命の延長を示す事と、進化において保存された細胞休眠 (cellular hibernation) の機構とに関連するのか、その理由は良く分からないが、本質的には、これらはいずれもより好ましい条件が訪れるまで細胞が休眠状態を維持することを可能にする。休眠状態の間、細胞は新陳代謝の標準とする速度を減少させ、同時に、ゲノムの不安定性を減少させなければならないが、ここに示された機構はこれらを可能にする方法の一つである。したがって、細胞の老化速度は変化しやすく、栄養の利用可能性といった環境要因もDNA修復速度を変更させることでこれに影響を与える。
DNAと結び付いているヒストンでは、N末端のリシン残基がアセチル化、脱アセチル化され、これが遺伝子発現の制御に関わっている。ヒストンが多数アセチル化されている染色体領域は、遺伝子の転写が活発に行われており、ヒストンのアセチル化は遺伝子の発現を活性化させ、脱アセチル化はヒストンとDNAの親和力を強め遺伝子の発現を抑制しDNAを安定化していると考えられている。これらの反応はヒストンアセチルトランスフェラーゼ（HAt）、ヒストン脱アセチル化酵素=ヒストンデアセチラーゼ（HDAc）によって触媒される。カロリー制限によってヒストン脱アセチル化酵素を発現させる抗老化遺伝子と呼ばれるサーチュイン遺伝子が活性化されると言われている。

## DNA修復と進化
DNAの損傷は、一つのヌクレオチド変化（あるいは変異）を生じ、これはDNA配列として運ばれる情報に変化をもたらす。DNAの変異と組替えは進化の主要な要因であり、DNA修復の頻度は進化の速度に影響を与えている。非常に高いDNA修復率のもとでは変異の発生は抑制され、結果としてこれに相応する進化の減速をもたらすが、逆に、高い突然変異率のもとでは、進化の速度は速くなる。

### DNA修復機構の起源
地質学的な年代順位の観点からは、遺伝子情報をコード化する手段として核酸を利用するようになって間もない先カンブリア時代から発展させ始めていたことが示されている。この時代に大気中の酸素は着実に増加し始め、後のカンブリア紀における光合成植物の爆発的な増加を経て、私達のいる今日の水準に到達した。酸素の多くはビラジカルとして存在し(三重項酸素)、反応性は高くないもののラジカルとして振舞う他、紫外線吸収によって励起されより反応性が高く細胞や細胞間基質への障害性の高い一重項酸素となる。また、好気的な生物ではミトコンドリアの呼吸鎖でATPを生成する際、酸素から水以外にもスーパーオキシドという活性酸素が生じてしまう。このように大気中に大量に存在する酸素は、好気生物にとっては生存に必須な分子であると同時に、本質的に毒性をもつ分子であるため、それによる損傷を抑制し、修復する機構の発展が相当古い年代から必要とされた。こうした背景から、この機構の起源は我々の遠い先祖にまで遡り、ヒトとマウスあるいはハエどころか、酵母のような、進化的にかなり離れた種の間にも共有する高度に保存されたDNA修復機構を見ることができる。

### 病気、死と進化
DNA修復率は（非感染性の）病気と老化において、細胞あるいは個体群のスケールにおける進化に決定的な役割を果たしており、また、以下の2つの点で重要な関係を持つことが明らかになっている。
- DNA修復率と変異
- DNA修復率と老化

変異が進化と直接関係している事から、進化と老化との関係について新しい見方が現れた。進化の機構として、ゲノムに対しこれに適応するように柔軟性を与えているが、これはゲノムの不安定化の原因となり、また、病気(HNPCC,BRCA関連乳癌／卵巣癌など)あるいは老化を受けやすくするようにも見える。変異が進化の主たる駆動因となっているから、生物は病気や老化を受けなければならないのか？これは論争を起こす問題として今も残されており、多数の老化に関する理論を提供した。

## 薬剤とDNA修復の変調
DNA損傷と死あるいは病気との関連を示す莫大な証拠が存在する。新しい過剰発現に関する研究に示されるように、いくつかのDNA修復酵素の活動を増加させると、老化速度や発病の頻度は減少する可能性がある。これは結果として、老齢人口に対しより長い健康で病気のない時間をもたらすような、人間の介入手段をもたらすかもしれない。しかしながら、DNA修復酵素の過剰発現がすべて有益であるとは限らない。いくつかのDNA修復酵素は健全なDNAに新たな突然変異をもたらす場合がある。これらの誤りにより、基質特異性の減少を引き起こすことがある。

### 癌の治療
化学療法や放射線療法などの手法は、細胞の持つDNA修復能力をはるかに超える損傷をもたらし、結果として細胞の死をもたらす。癌細胞のように急速に分裂を進める細胞においては、これらの影響を優先的に受けることになる。しかし、副作用として、骨髄の幹細胞のような癌細胞ではないが急速に分裂を進める細胞に対しても影響が及ぶため、現代の癌治療では、影響を癌に関わる組織にとどめるために、DNA損傷を局所に限定しようと試みている。

### 遺伝子治療
DNA修復の治療における利用に関連して続けられている、破損している領域に対して最も正確な特異性を示すDNA修復酵素の特定に向けた挑戦は、その過剰発現によるDNA修復機構の増強へとつながるだろう。 いったん適切な修復因子が特定できれば、それらを細胞内に導く適切な方法の選択が、実行可能な病気と老化に対する治療法を編み出すために次の段階として必要となる。細胞状態の変化に基づいて生産する蛋白質の量を変化させることのできるような優れた遺伝子の開発は、DNA修復増大による治療の効果を強めるだろう。

## 遺伝子修復
遺伝子修復（あるいは遺伝子修正）においては、複合的な内因性のDNA修復機構とは異なり、病気の原因となる染色体の変異を正確に指定し修復するような形式の遺伝子治療を対象とする。それは、オリゴヌクレオチドによる部位特異的突然変異法（オリゴヌクレオチド指定変異法）などの技術を使用して、欠陥のあるDNA配列を希望される配列に置き換えることによって行われる。修復を必要とするような遺伝子の変異は通常遺伝するが、いくつかの場合、例えば癌などにおいて、このような置き換えを後天的に誘導あるいは獲得させることが可能である。

## 引用文献
1. ↑  BJ Hwang, et al., Expression of the p48 xeroderma pigmentosum gene is p53-dependent and is involved in global genomic repair, PNAS(Jan. 19, 1999), 96, 2: 424-428
2. ↑  HD Ulrich, The RAD6 pathway: control of DNA damage bypass and mutagenesis by ubiquitin and SUMO, ChemBioChem(2005), 6, 1735-1743
3. ↑  H.Ohmori, E.Friedberg, R.Fuchs, M.Goodman, F.Hanaoka, D.Hinkle, T.Kunkel, C.Lawrence, Z.Livneh, T.Nohmi, The Y-Family of DNA Polymerases, Mol Cell(2001), 8, 7-8
4. ↑  Naomi, S., et al, Translesion Synthesis past Equine Estrogen-Derived 2'-Deoxycytidine DNA Adducts by DNA Polymerase eta and kappa,Biochemistry(2004), 43, 11312-11320
5. ↑  Masutani et al., The XPV (xeroderma pigmentosum variant) gene encodes human DNA polymerase η, Nature(1999), 399, 700-704
6. ↑  RE Johnson, et al., hRAD30 Mutations in the Variant Form of Xeroderma Pigmentosum, Science(1999), 285, 263-265
7. ↑  AR Lehman, et al.,Xeroderma pigmentosum cells with normal levels of excision repair have a defect in DNA synthesis after UV-irradiation, PNAS(1975), 72-1, 219-223
8. ↑  Kannouche et al., Domain structure, localization, and function of DNA polymerase η, defective in xeroderma pigmentosum variant cells, Genes Dev.(2001), 15, 158-172
9. ↑  Bernard CB., et al, Molecular analysis of mutations in DNA polymerase η in xeroderma pigmentosum-variant patients, PNAS(2002), 99-2, 815-820
10. ↑  T Okumo, et al., UV-B Radiation Induces Epithelial Tumors in Mice Lacking DNA Polymerase η and Mesenchymal Tumors in Mice Deficient for DNA Polymerase ι, Mol Cell Biol(2006), 26, 7696-7706
11. ↑  田中亀代次, 転写を阻害するDNA損傷の修復機構と早期老化, 実験医学, 2006, Vol.24, No.3, p339-348
12. ↑  “老化のメカニズム”. 生命を考える.   帯広畜産大学 (2006年9月25日). 2019年3月13日時点のオリジナルよりアーカイブ。2011年8月5日閲覧。
13. ↑  “老化介入・老化制御 摂取カロリーと老化”. Dr.Gotoの老化研究所.   東邦大学メディアネットセンター. 2011年8月5日閲覧。
14. ↑  “アセチル化”. 用語説明.   サイクレックス. 2013年6月5日時点のオリジナルよりアーカイブ。2011年6月14日閲覧。
15. ↑  “ヒストン脱アセチル化酵素（HDAC）阻害物質の分子設計とその抗がん剤への応用（研究概要）”.   関西大学 化学生命工学部 生命・生物工学科 医薬品工学研究室. 2014年1月8日時点のオリジナルよりアーカイブ。2011年6月14日閲覧。
16. ↑  “インスリン抵抗性に対する新たな治療手段”.   金沢医科大学 糖尿病・内分泌内科学. 2013年6月1日時点のオリジナルよりアーカイブ。2011年6月14日閲覧。